# Хайнроде
Хайнроде (нем. Haynrode) — община в Германии, в земле Тюрингия. 
Входит в состав района Айхсфельд. Подчиняется управлению Айксфельд-Випперауэ.  Население составляет 672 человека (на 31 декабря 2010 года). Занимает площадь 15,03 км².